# Amancay Urbani
Amancay Urbani (Moussy, Santa Fe, Argentina; 7 de diciembre de 1991) es una jugadora de fútbol argentina. Juega como delantera en el Boca Juniors de la Primera División Femenina de Argentina. Anteriormente jugó en la Liga Cordobesa de Fútbol con el Club Atlético Belgrano. Fue parte de la selección argentina de fútbol que jugó en la Copa Mundial de 2019.

## Primeros años
Nacida en Moussy, provincia de Santa Fe. A los 12 años se sumó al Club Futuro de Reconquista, donde empezó a jugar torneos por el país. En los Juegos Evita, fue invitada a jugar un partido con la selección. Empezó a jugar para la Selección Argentina a los 14 años, debutando en 2006 con su primer mundial en Rusia. También jugó en varios sudamericanos: Sub-17 en Chile, Sub-20 en Brasil en 2008 y Ecuador 2009, Panamericanos en México 2011.

## Trayectoria
Urbani fue fichada en el Club Atlético Belgrano en el 2015 luego de mudarse a Córdoba para estudiar kinesiología. Luego de haber jugado casi una década como delantera, pasó a jugar en el puesto de volante. Fue convocada a los Panamericanos de Toronto en el 2015 y fue parte de la comitiva que viajó a Taipéi para participar en la Universiada de 2017.
Urbani se mudó en julio a España con intención de continuar su carrera en este país. Fue parte de la selección argentina de fútbol que, bajo la dirección de Carlos Borrello, clasificó al mundial de Francia de 2019.
El 17 de enero de 2022 se confirma su incorporación al Club Atlético Boca Juniors.

## Clubes
| Club                       | País      | Año             |
| -------------------------- | --------- | --------------- |
| Club Atlético Belgrano     | Argentina | 2015 - 2018     |
| Deportivo Alavés Gloriosas | España    | 2018 - 2021     |
| Club Atlético Osasuna      | España    | 2021            |
| Boca Juniors               | Argentina | 2022 - Presente |

## Palmarés
| Título           | Club              | País      | Año  |
| ---------------- | ----------------- | --------- | ---- |
| Primera División | C.A. Boca Juniors | Argentina | 2022 |
| Primera División | C.A. Boca Juniors | Argentina | 2023 |